# Apoclea rajasthanensis
Apoclea rajasthanensis är en tvåvingeart som beskrevs av Joseph och Parui 1984. Apoclea rajasthanensis ingår i släktet Apoclea och familjen rovflugor. Inga underarter finns listade i Catalogue of Life.